# Le Monde de Suzie Wong (film, 1960)
Pour l’article homonyme, voir Le Monde de Suzie Wong (roman).
Pour plus de détails, voir Fiche technique et Distribution.
Le Monde de Suzie Wong (The World of Suzie Wong) est un film américano-britannique réalisé par Richard Quine, sorti en 1960.

## Synopsis
Au début des années soixante, Robert Lomax, architecte et homme d'affaires, quitte les États-Unis pour refaire sa vie à Hong Kong et se consacrer à sa passion, la peinture. Sur le Star Ferry, il fait la connaissance d'une jeune Chinoise à laquelle il demande de poser pour lui.

## Fiche technique
- Titre français : Le Monde de Suzie Wong
- Titre original : The World of Suzie Wong
- Réalisation : Richard Quine
- Scénario : Paul Osborn et John Patrick d'après le roman Le Monde de Suzie Wong de Richard Mason
- Production : Hugh Perceval et Ray Stark producteur exécutif
- Société de production : World Enterprises
- Distribution : Paramount Pictures
- Musique : George Duning
- Directeur de la photographie : Geoffrey Unsworth
- Montage : Bert Bates
- Direction artistique : John Box
- Costumes : Phyllis Dalton
- Pays d'origine : États-Unis, Royaume-Uni
- Langue : Anglais/Mandarin
- Genre : Drame romantique
- Format : Couleurs Technicolor - 35 mm - 1,85:1 - Son : mono (Westrex Recording System)
- Durée : 126 minutes
- Dates de sortie :
  - États-Unis : 10 novembre 1960 (New York)
  - France : 15 mars 1961

## Distribution
- William Holden : Robert Lomax
- Nancy Kwan : Suzie Wong
- Sylvia Syms : Kay O'Neill
- Michael Wilding : Ben Marlowe
- Jacqui Chan :  Gwennie Lee
- Laurence Naismith : O'Neill
- Yvonne Shima : Minnie Ho
- Andy Ho : Ah Tong
- Bernard Cribbins : Otis
- Edwina Carroll : Mme Marlowe
- Dervis Ward : Marin britannique
- Marian Spencer : Invité
- Lionel Blair : Danseur

## Voix françaises
- Michel Andre : Lomax
- Janine Freson : Suzie
- Martine Sarcey : Kay
- Emile Duard  : Serveur
- Claude Peran : O'Neill
- Henri Djanik : le marin danseur
- Jacques Deschamps : Marin anglais
- Lucien Bryonne : Inspecteur
- Maurice Dorleac : Ben
- René Fleur : un invité
- Robert Dalban : client de Gwinnie

## Autour du film
Nancy Kwan est alors coiffée par Vidal Sassoon.